# (2178) Kazakhstania
(2178) Kazakhstania es un asteroide perteneciente al cinturón de asteroides, descubierto el 11 de septiembre de 1972 por Nikolái Stepánovich Chernyj desde el Observatorio Astrofísico de Crimea (República de Crimea).

## Designación y nombre
Designado provisionalmente como 1972 RA2. Fue nombrado Kazakhstania en homenaje a la República Socialista Soviética de Kazajistán.